# سومابورا ماهافيهارا
سومابورا ماهافيهارا أو سومابورا ماهفيرا أو سُبَمورة مَهفِهارة (بالبنغالية: সোমপুর মহাবিহার)‏ هو فيهارا (دير أو معبد) في باهاربور، بادالغاشي أوبازيلا، منطقة ناوجاون، بنغلاديش. يعتبر سومابورا ماهافيهارا واحداً من أشهر معابد الفيهارا البوذية في شبه القارة الهندية، وهو واحدٌ من أهم المواقع الأثرية في البلاد. كما أنه من أوائل المواقع في اقليم البنغال، التي عثر فيها على كمية كبيرة من التماثيل الهندوسية. أدرج كموقع للتراث العالمي لليونسكو في عام 1985. ويرجع تاريخ بناء دير سومابورا ماهافيهارا إلى القرن الثامن ميلادي، وهي تقريباً في نفس فترة بناء معبدي فيهارا هالود وفيهارا سيتاكوت في منطقة ديناجبور المجاورة.

## تاريخ
بنيت العديد من الأديرة خلال فترة حكم بالا في الهند القديمة في المناطق الشرقية من شبه القارة الهندية، والتي تضم البنغال ومملكة ماجادها. وفقا لمصادر من التبت، كان دير سومابورا ماهافيهارا من أبرز خمسة معابد (فيكرماشيلا، و نالاندا، و سومابورا ماهافيهارا، و أودانتابوري، و جاغادالا ماهافيهارا). شكلت الأديرة شبكة، وكانوا جميعهم تحت إشراف الدولة، وكان شائعاً أن ينتقل معلمي الدين الكبار بسهولة من موقع إلى آخر بينهم.
حددت الحفريات الأثرية في باهاربور، وُعثر على أختام تحمل نقوشاً ملكية، أن من بنى معبد سومابورا مهافيهارا هو ملك بالا الثاني الإمبراطور دهارما بالا (حوالي 781-821) من سلالة بالا. بينما تشير المصادر التبتية، إلى أن خليفة دهارما بالا الملك ديفا بالا (حوالي 810-850) هو من بناها وذلك بعد غزو فاريندرا.

## حماية
عُيِّن سومابورا كموقع للتراث العالمي لليونسكو في عام 1985. منذ ذلك الحين، قامت سلسلة من بعثات اليونسكو بزيارة الموقع بانتظام وساعدت في المشروع. علاوة على ذلك، أعدت هيئة الأمم المتحدة خطة رئيسية تتضمن 5.6 مليون دولار أمريكي.
وقد عانت الأعمال الطينية في الموقع من أضرار جسيمة نتيجة «الافتقار إلى الصيانة المناسبة، ونقص القوى العاملة، وقيود التمويل وهطول الأمطار الغزيرة والمشكلة الرئيسية هي الفساد في بنجلاديش». علاوة على ذلك، ساهم تصريف المياه السيئ مصحوبًا بمستويات عالية من الملوحة في التربة في تحلل منحوتات الطين. وتشمل التهديدات الأخرى الغطاء النباتي غير المضبوط والتخريب والظروف المناخية والتعدي على ممتلكات الغير.

## معرض صور

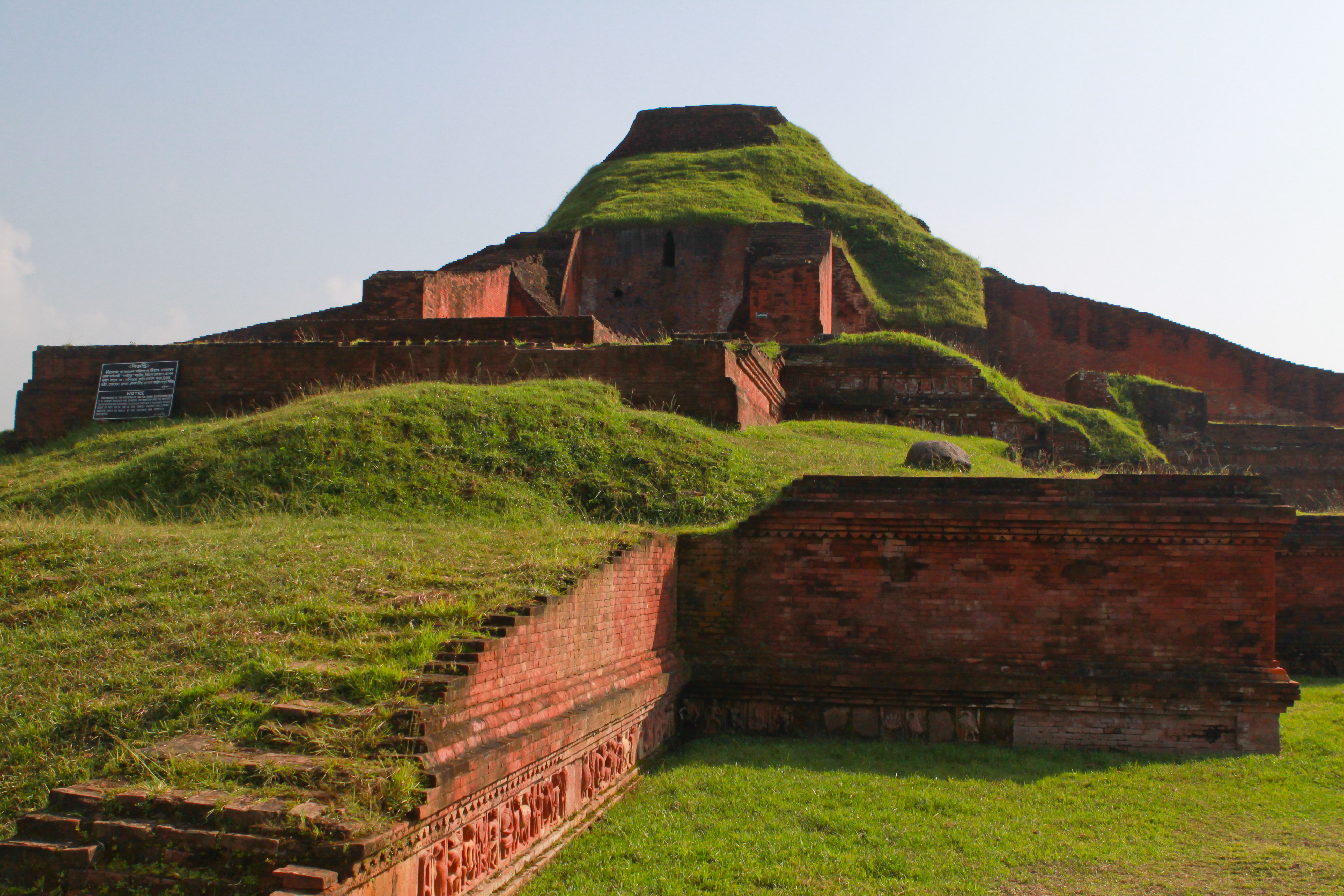
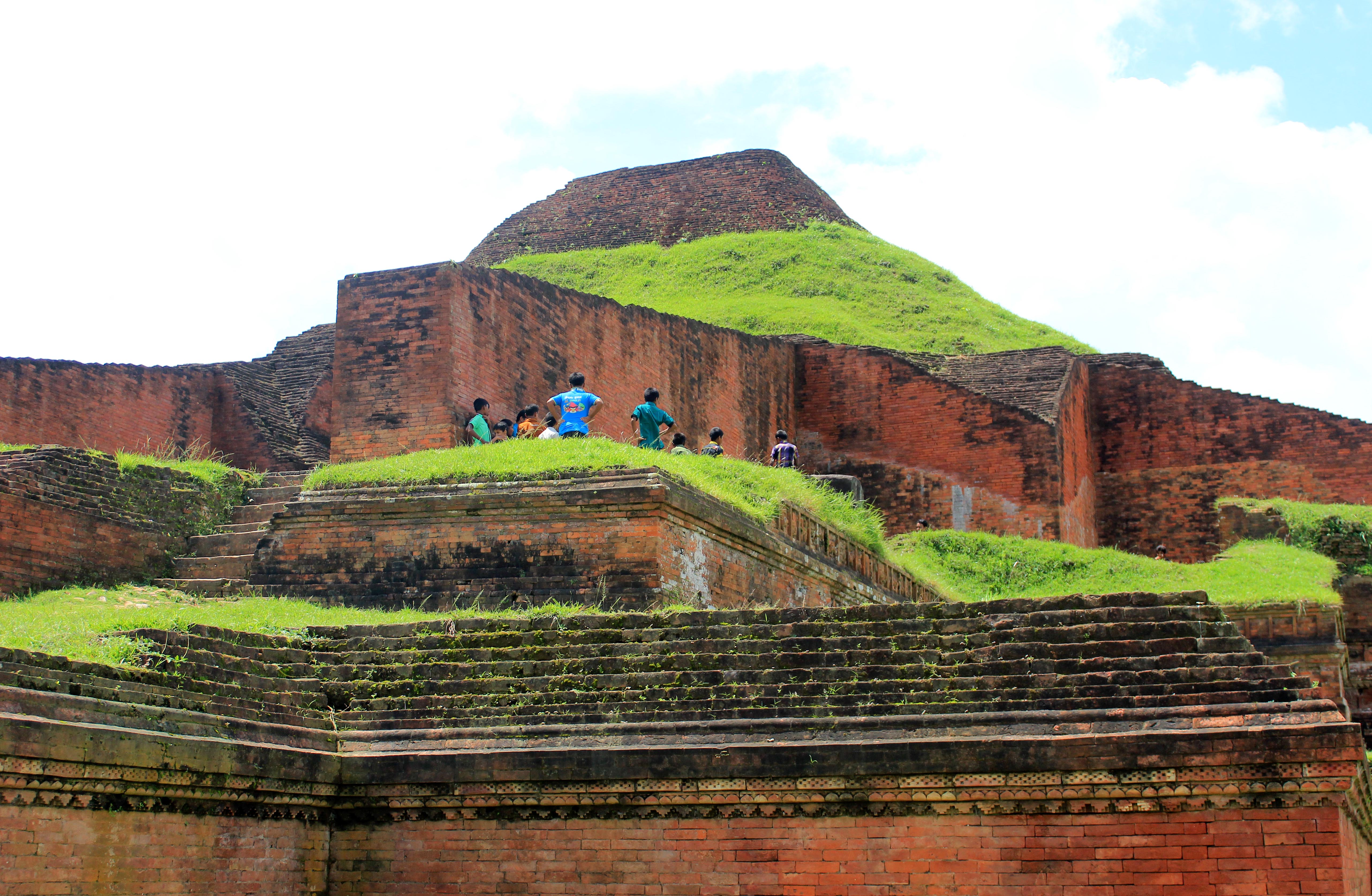
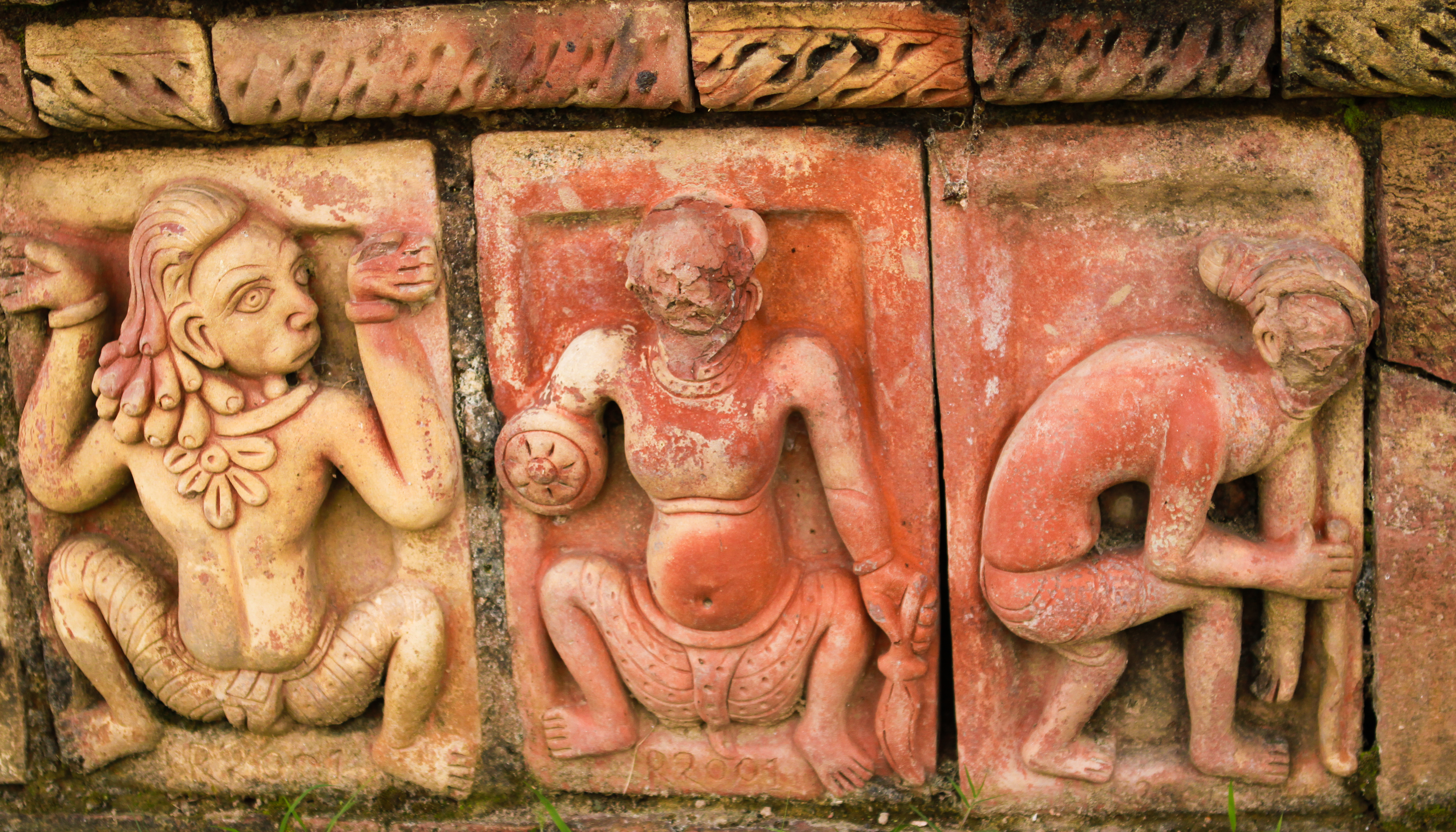
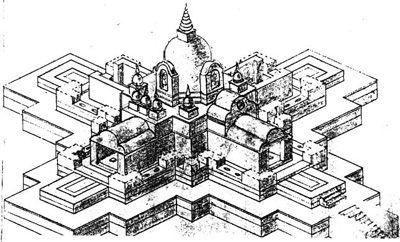
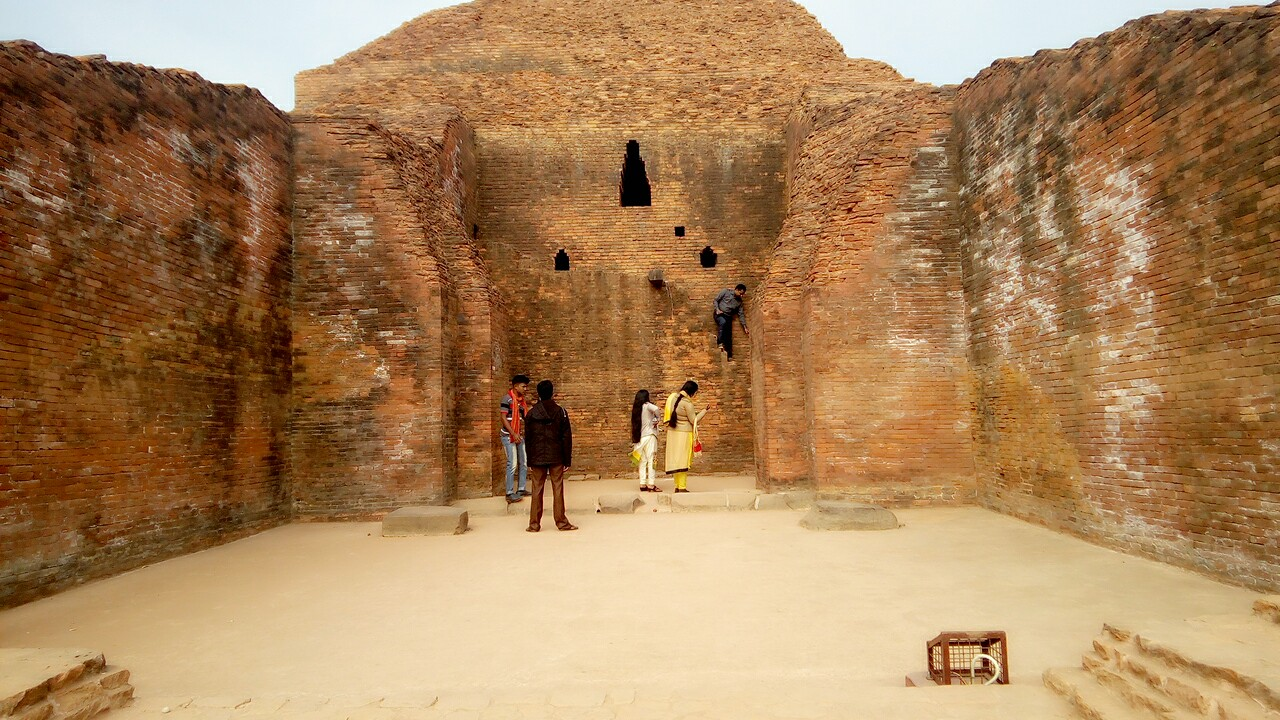
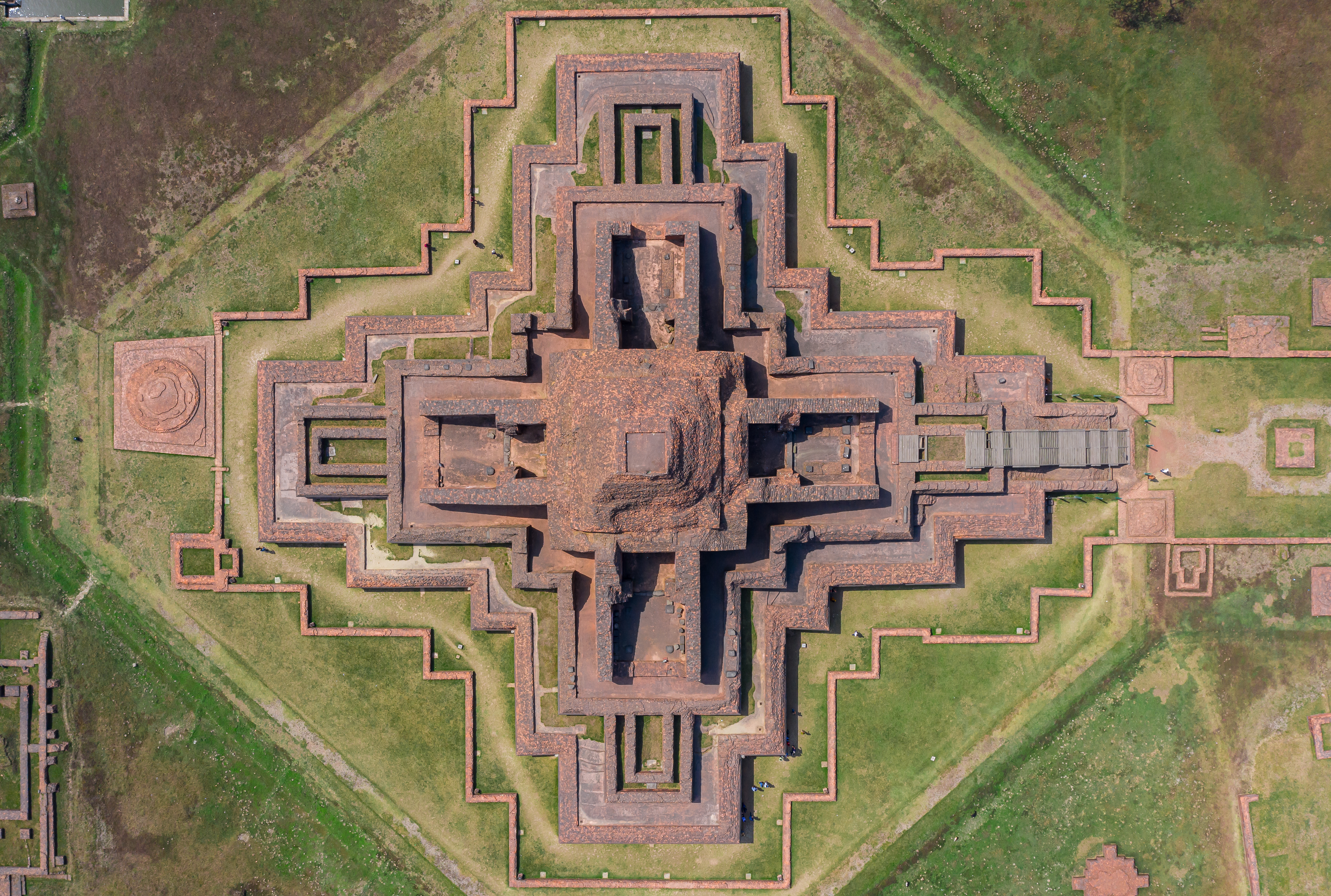